# Берладська земля

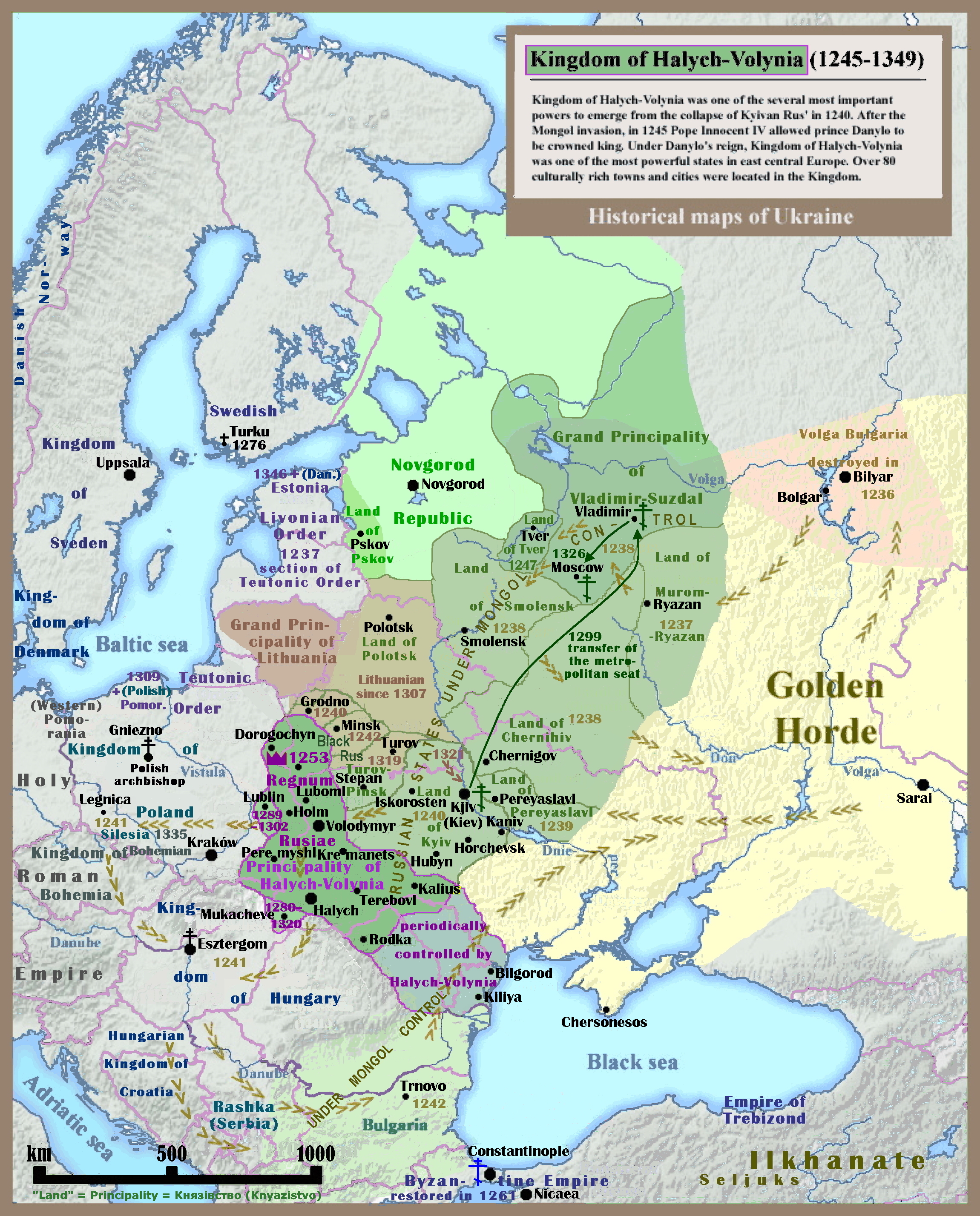
Галицько-Волинська держава (1245–1349)

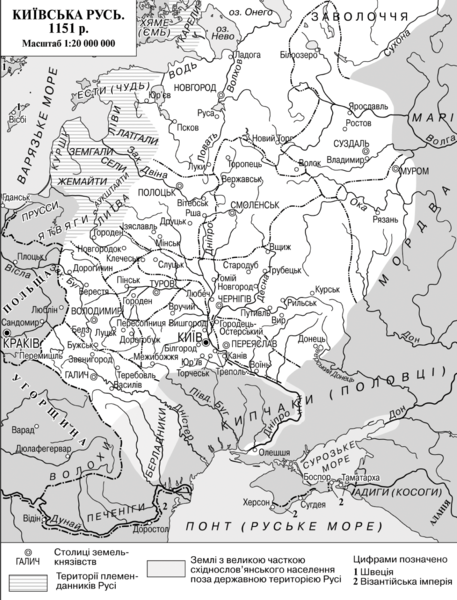
Берладська земля

Берладська земля (Берладь) — історична назва території між Прутом, Карпатами, Дунаєм та нижньою течією Сірета. На півночі межувала з Шипинською землею.
Названа походить від річки Бирладь, та містечка біля неї (Бирлад), що було центром землі.
Виникла на землях літописних уличів та тиверців. У 1116 г. великий князь Володимир Мономах ще контролює дані території і «посла Ивана Воитишича, и посажа посадники по Дунаю».
У 12—13 ст.ст. — територія, контрольована Галицько-Волинським князівством.
Від кін. 13 ст. на цих землях формується Молдовське князівство.
У цій місцевості крім Берладі розвивались міста Білгород, Яський торг на Пруті, Сочава, Серет, Малий Галич, Баня та інші. Тут переховувався небіж галицького князя Володимирка Володаревича — Іван Берладник після невдалої спроби 1145 року відібрати Галич у дядька.
Немає підстав вважати, що існувало Берладське князівство, як думало багато істориків XIX-го та 1-ї половини XX-го століть. Берладська земля була населена вільними людьми з багатьох давньоруських земель, втікачами від князів і бояр або просто шукачами пригод.
Берладська земля була густо населена: 6 тис. берладників 1158 року підтримали Івана Ростиславича у війні проти галицького князя Ярослава Володимировича, а 1159 року берладники ненадовго заволоділи київським портом Олешшя на Нижньому Дніпрі. Берладська земля була місцем життя берладників.